# Euthalia phemius

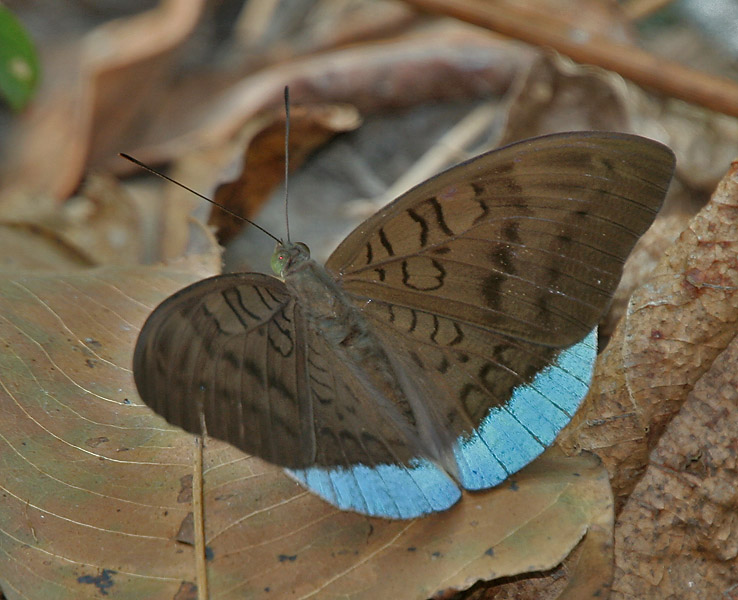
Tanaecia julii, Männchen
(zum Vergleich)

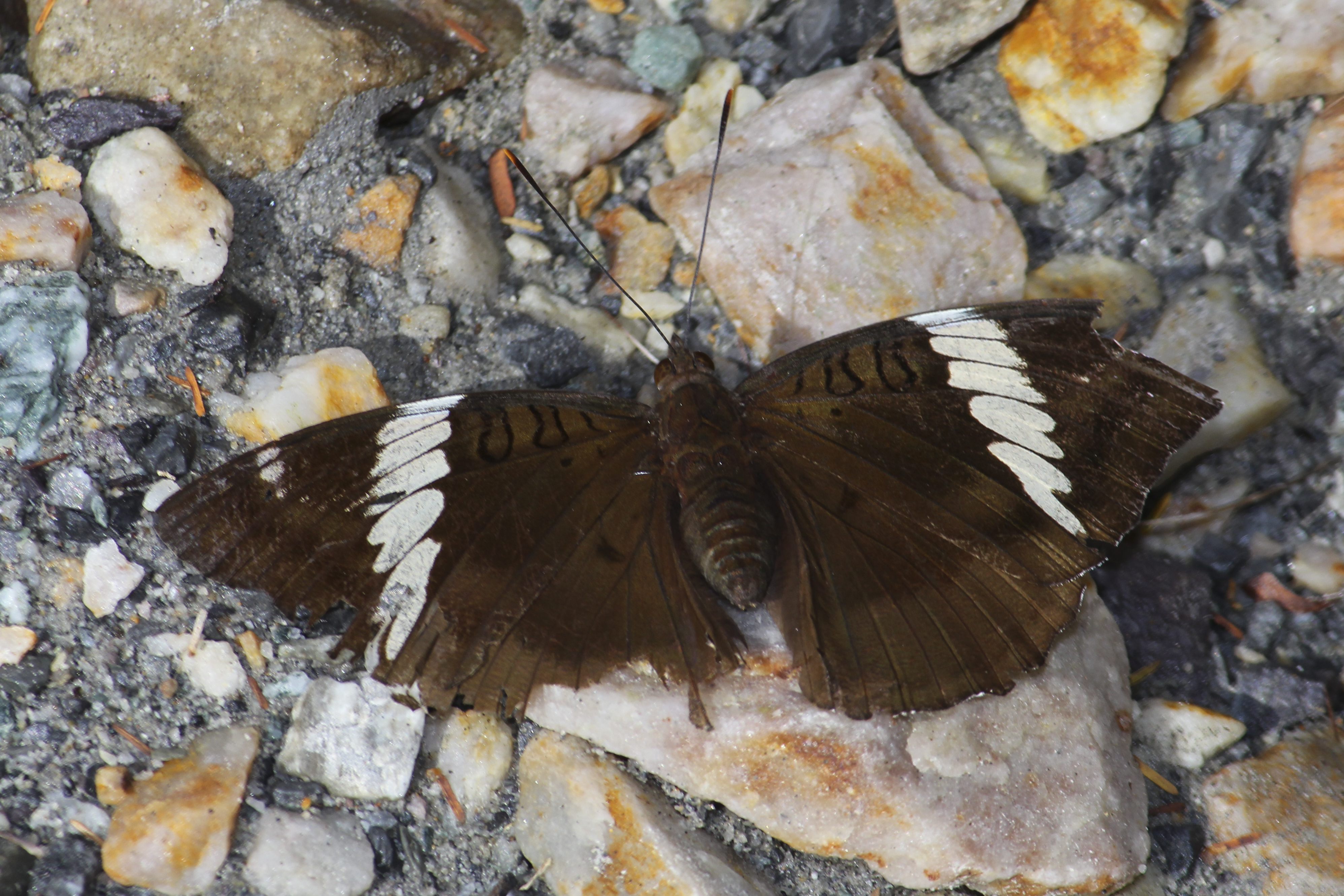
Euthalia phemius, Weibchen mit starker Beschädigung

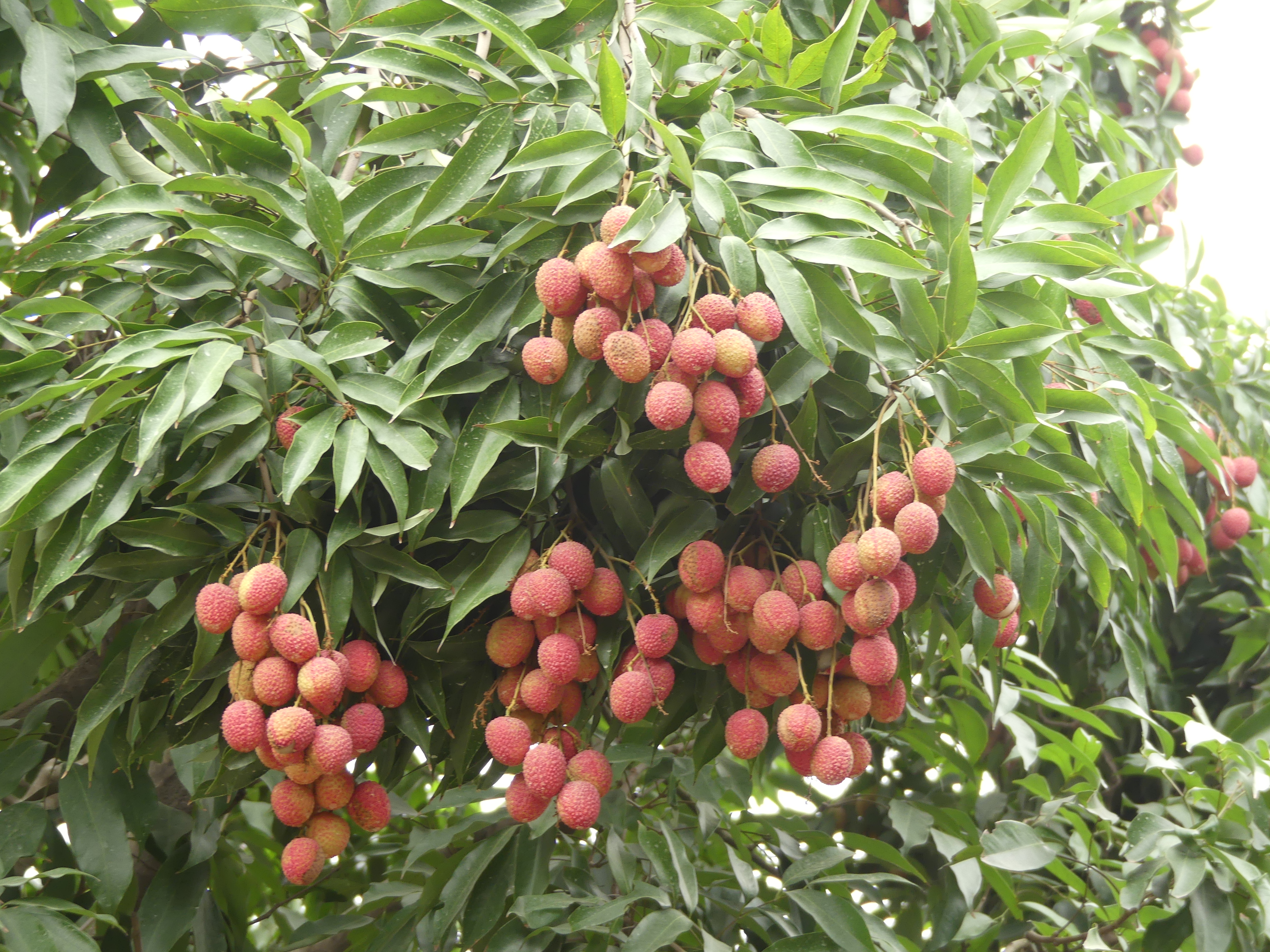
Die Blätter des Litschibaums sind eine Nahrung der Raupen

Euthalia phemius ist ein in Asien vorkommender Schmetterling (Tagfalter) aus der Familie der Edelfalter (Nymphalidae).

## Merkmale

### Falter
Die Flügelspannweite der Falter beträgt 60 bis 85 Millimeter. Die Art zeichnet sich durch einen deutlichen Sexualdimorphismus aus. Beiden Geschlechtern gemeinsam ist die bräunliche Grundfarbe der Flügeloberseiten. Bei den Männchen hebt sich eine strahlenförmige weißliche Linienzeichnung in der Postdiskalregion der Vorderflügel sowie eine hellblaue Region über dem Innenrand der Hinterflügel, der weiß gesäumt ist, ab. Im englischen Sprachgebrauch wird die Art deshalb als White-edged Blue Baron (Weißrändriger Blauer Baron) bezeichnet. Der Analwinkel ist spitz. Die Weibchen unterscheiden sich durch eine weiße Binde, die von der Mitte des Vorderrandes der Vorderflügel bis zum Innenwinkel verläuft sowie durch das Fehlen der blauen Region auf den Hinterflügeln. Die Flügelunterseiten beider Geschlechter sind ockerfarben bis rötlich braun gefärbt und bilden die weißen Zeichnungselemente der Vorderflügel ab.

### Raupe
Ausgewachsene Raupen sind grün gefärbt. Von jedem Körpersegment gehen seitlich tannenzweigähnliche, stachelige Auswüchse ab. Die Rückenlinie ist gelb.

### Ähnliche Arten
Den farblich ähnlichen Faltern von Euthalia telchinia, Euthalia monina und Tanaecia julii fehlt bei den Männchen der weiße Saum am Innenrand der Hinterflügel. Bei den Weibchen ist die weiße Fleckenzeichnung auf der Vorderflügeloberseite nur schwach ausgebildet oder fehlt. Die Männchen von Tanaecia julii unterscheiden sich außerdem deutlich durch den runden Analwinkel.

## Verbreitung und Lebensraum
Das Verbreitungsgebiet der Art  erstreckt sich vom Südosten Indiens über Bangladesch, Burma, Thailand und Malaysia bis in den Südosten Chinas. In Hongkong ist sie durch die Unterart Euthalia phemius seitzi, auf Borneo durch Euthalia phemius euphemia vertreten.
Euthalia phemius besiedelt in erster Linie feuchte Laubwälder.

## Lebensweise
Die Falter fliegen das gesamte Jahr hindurch, schwerpunktmäßig in den Monaten Juni und Juli. Sie saugen gerne an feuchten Erdstellen, um Flüssigkeit und Mineralstoffe aufzunehmen. Die Raupen ernähren sich von den Blättern des Litschibaums (Litchi chinensis) oder von Mango (Mangifera indica).